# エチオピア時間
エチオピア時間（エチオピアじかん）ではエチオピアで使用されている標準時について記す。エチオピアでは東アフリカ時間（EAT、UTC+3）が使用されている。
エチオピア人の多くは、夜明けから夕暮れまでの12時間を1サイクル、夕暮れから夜明けまでの12時間を1サイクルとする12時間制の時計を使用している。他の多くの国の慣習と異なり、1日の始まりは真夜中ではなく夜明けである。従って、東アフリカ時間での午前7時は、現地時間の午後1時に相当する。また、午後12:00（EAT）は現地時間で18:00、18:00（EAT）は現地時間で0:00である。
このような慣習は、国際的な規範の浸透している現在でも存続している。

## IANA time zone database
IANA time zone databaseのzone.tabには、エチオピアの標準時が1つ含まれている。
| 国コード | 座標        | TZ                 | 注釈 | 協定世界時との差 | 夏時間 | 備考                                   |
| -------- | ----------- | ------------------ | ---- | ---------------- | ------ | -------------------------------------- |
| ET       | +0902+03842 | Africa/Addis_Ababa |      | +03:00           | +03:00 | Africa/Nairobi（ケニア時間）へのリンク |